# Costantino Gabras
Costantino Gabras in greco Κωνσταντίνος Γαβρᾶς? (fl. XII secolo) fu il governatore o dux (duca) del thema bizantino di Chaldia, con al centro il porto di Trebisonda sul Mar Nero e il suo montuoso entroterra, le Alpi Pontiche, nell'Anatolia nord-orientale, oggi parte della Turchia. Gabras governò la Cahldia come principe semi-indipendente tra il 1126 e il 1140.

## Biografia
La provincia di Chaldia divenne di fatto un dominio semi-ereditario autonomo della famiglia Gabras, poiché suo padre, Teodoro Gabras, lo aveva preceduto come governatore. Negli anni 1090, suo fratello maggiore Gregorio aveva complottato contro l'imperatore bizantino Alessio I Comneno (regno 1081-1118) ed era stato imprigionato.
Dopo aver prestato servizio come stratego di Filadelfia, Costantino divenne dux di Chaldia in un periodo, probabilmente piuttosto breve, prima della morte di Alessio I nel 1118. Costantino sembra essere stato meno avventato in politica rispetto al fratello, anche se riuscì a governare Trebisonda più o meno libero dall'autorità centrale tra il 1126 e il 1140. Coniata si riferisce a lui come al “tiranno di Trebisonda”. Esempi documentati mostrano che egli batté la propria moneta di basso conio. Nel 1140, l'imperatore Giovanni II Comneno (r. 1118-1143) si spostò in Chaldia con il grosso dell'esercito bizantino per una campagna contro i Danishmendidi. Questa dimostrazione di forza fu sufficiente a sopraffare Costantino Gabras e la regione tornò sotto il diretto controllo imperiale.

### Storia successiva della sua famiglia
In seguito alla perdita di potere, la famiglia dei Gabras aveva tre opzioni: salvare le proprie terre a sud delle Alpi Pontiche e la propria influenza unendosi alla corte del sultanato selgiuchide di Rum a Konya; salvare parte della propria influenza all'interno della sfera bizantina unendosi ai propri nuovi padroni a Costantinopoli; oppure trasferirsi nella provincia bizantina più strettamente connessa alle proprie terre precedenti e, dal 1200 circa, libera dal controllo di Costantinopoli: la Perateia in Crimea. Un membro che si unì ai Selgiuchidi di Rum divenne visir del sultano Qilij Arslan II (r. 1156-1192). Un figlio di Costantino Gabras, anch'egli di nome Costantino, divenne invece un fidato ministro di Manuele I Comneno. Nel 1162 condusse un'importante e fruttuosa missione diplomatica presso il sultano selgiuchide Qilij Arslan II. Senza dubbio la sua missione fu aiutata dai contatti familiari che avrebbe avuto alla corte selgiuchide.